# Lucky Bastard (pivovar)
Lucky Bastard je český minipivovar, který sídlí v Medlánkách v Brně a který je součástí skupiny Czech Craft Beers. Založen byl v roce 2013.

## Historie
Brněnský minipivovar Lucky Bastard založila v roce 2013 skupina nadšenců, od počátku se specializoval na svrchně kvašená piva. Původně působil v provizorních prostorách v ulici Ptašinského ve čtvrti Ponava, roku 2016 se přesunul do budovy bývalé sladovny zaniklého pivovaru Moravia v komplexu Kotlářská 51a ve čtvrti Veveří. Tehdy zároveň obnovili jeho značku, čímž vznikl sesterský pivovar, který se zaměřil na spodně kvašená piva. Oba minipivovary se v roce 2017 staly součástí nově vzniklé společnosti Czech Craft Beers,  která ještě toho roku přestěhovala Moravii do nově vybudovaného pivovaru v brněnských Medlánkách. Lucky Bastard působil na Kotlářské až do roku 2020, kdy se rovněž přesunul do ulice Kytnerovy v Medlánkách, takže oba pivovary sdílí stejnou výrobnu s maximální kapacitou 10 tisíc hektolitrů ročně. Tentýž rok začal Lucky Bastard vyrábět pivní kosmetiku.

## Vyráběná piva
Pivovar Lucky Bastard se zaměřuje na svrchně kvašená piva typu ale. V roce 2024 vyráběl pět druhů piv:
- Blond 11 (American Pale Ale)
- Oktagon 13
- India 15 (India Pale Ale)
- Siciliano 17 (Double IPA)
- Rocker 12 (ležák)

Kromě uvedených vyráběl pro různé příležitosti také speciály a sezónní piva.